# Vojtanov obec
Vojtanov obec – przystanek kolejowy w Vojtanovie, w kraju karlowarskim, w Czechach. Położony jest na wysokości 530 m n.p.m..
Na przystanku nie ma możliwości zakupu biletów, a obsługa podróżnych odbywa się w pociągu. 

## Linie kolejowe
- 148 Cheb - Hranice v Čechách